# Ludolf Küster
Pour les articles homonymes, voir Kuster.
Ludolf Küster, né en février 1671 à Blomberg en Westphalie, mort le 12 octobre 1716 à Paris, est un lexicographe et philologue allemand.

## Biographie
Fils d’un magistrat de sa ville natale, son frère ainé, qui était un excellent érudit, lui a très tôt inspiré le gout de l’étude et pris un soin particulier de son éducation. Ce frère, qui enseignait au collège de Joachim à Berlin, où l’avait appelé l’électeur qui l’avait fondé, y fit admettre très jeune Küster, qui n’a pas tardé à faire des progrès considérables dans ses études. Sur la recommandation du baron Spanheim, il a été nommé tuteur des deux fils du comte de Schwerin (de), Premier Ministre du roi de Prusse, qui, après la démission de Küster, lui a procuré une rente de quatre cents livres.
Muni de la promesse d’une chaire au Collège de Joachim, Kuster, qui n’avait alors que vingt-cinq ou vingt-six ans, a pris la résolution de se rendre en Allemagne, en France, en Angleterre et en Hollande. Il a d’abord étudié le droit civil pendant un certain temps à Francfort-sur-l'Oder, avant de se rendre à Anvers, Leyde et Utrecht, où il est resté un temps considérable et y a écrit plusieurs ouvrages. Ayant, par ce moyen et en donnant des conférences sur le droit public aux nobles allemands, collecté de l’argent, il a quitté Utrecht en 1699, pour se rendre en Angleterre, où son emploi principal consistait à collationner une édition de la Souda, Cambridge, en grec et en latin, en 1705, 5 vol. in-fol., à partir de trois manuscrits à la bibliothèque du roi, qui lui fournissaient un très grand nombre de fragments qui n’avaient jamais été publiés. Küster n’a rien épargné pour rendre parfait en son genre cet ouvrage, qui demandait une prodigieuse lecture. C'est aussi la meilleure édition de son temps de cette encyclopédie grecque.
Passé en France au début de l’année 1700, il est rentré en Angleterre Vers la fin de l’année et a terminé, en quatre ans, l’édition de la Souda, à laquelle il a travaillé jour et nuit. L’université de Cambridge, où il a rencontré Richard Bentley, l’a récompensé de ce travail en l’honorant d’un doctorat et en lui faisant plusieurs offres d’emploi avantageuses, qu’il a été obligé de refuser, pour retourner à Berlin, occuper la chaire qui lui avait été promise. Le premier professeur du Collège de Joachim étant venu à mourir depuis son arrivée, Küster s’est imaginé, que la date de sa nomination, qu’il plaçait au moment de son départ, et son nouveau titre de bibliothécaire au roi, lui donneraient des droits envers ce poste honorifique. Un autre professeur ayant reçu le poste, Küster en a conçu un vif ressentiment. À la fin de l’année, le trésorier, qui payait les professeurs, exigeant des honoraires sur son allocation, Küster a refusé en protestant contre ce qu’il considérait comme une nouvelle injustice. Enfin, ayant proposé de renoncer à sa place contre une somme d’argent, le trésorier l’a pris au mot, et lui a donné dix mille livres.
Retourné en Hollande, il a séjourné quelque temps à Amsterdam, où il a ensuite pris une maison. Il bénéficiait d’une assistance de la part de certains de ses proches et son édition de la Souda lui avait procuré de l’argent, mais le cout de la vie à Amsterdam étant considérable. Il est donc parti donc Rotterdam, et s’est rendu quelque temps après à Anvers pour s’entretenir avec les jésuites de ses doutes sur la religion. Réduit à une extrême misère, il s’est rendu à Paris, où l’abbé Bignon, son ancien ami, l’invitait à venir. Les sollicitations de cet abbé en on font un catholique. Il abjura la religion de Luther, le 25 juillet 1713 à l’église du noviciat appartenant aux jésuites. Il a alors joui de la faveur et des distinctions que pouvait espérer un savant et un nouveau converti. L’abbé Bignon l’a présenté à Louis XIV, qui l’a gratifié d’une pension de 2 000 livres et ordonné à l’Académie des inscriptions et belles-lettres de lui ouvrir ses portes en qualité d'associé surnuméraire, distinction qu'elle n'avait faite à personne avant lui.
Küster n’a pas profité longtemps de cette nouvelle situation, car il mort, trois ans plus tard, d’un abcès au pancréas. Il était d’humeur timide et calme. Il était un grand maitre de la langue latine et il y écrivait bien, mais sa principale excellence était son habileté dans la langue grecque, à laquelle il s’était presque entièrement consacré. Il considérait l’histoire et la chronologie des mots grecs (ses expressions habituelles) comme le divertissement le plus solide d’un homme de lettres.
Il a publié pendant quelques années (1697-99) à Utrecht la Bibliotheca Ubrorum novorum, sous le pseudonyme de Neocorus. Ce savant a eu de vives querelles avec l’éditeur néerlandais du Thesaurus Graecarum antiquitatum Jakob Gronovius.

## Publications
- Histoire critique d'Homère, Francfort, 1696.
- une édition de la Suidas, Cambridge, 1705[5].
- une édition de la Vie de Pythagore écrite par Jamblique, Amsterdam, 1707.
- une édition d'Aristophane, Amsterdam, 1710.
- Novum Testamentum Græcum, cum Lectionibus Variantibus Mss Exemplarium, Versionum, Editionum, SS. Patrum et Scriptorum Ecclesiasticorum…, Caspar Fritsch et Michael Böhm à Rotterdam, 1710.